# بلوتنيكوف
أبو ظبي - دولة الإمارات العربية المتحدة